# Rochester (Minnesota)
Pour les articles homonymes, voir Rochester.
Rochester est une ville de l’État du Minnesota, aux États-Unis dans le comté d'Olmsted. Sa population s’élevait à 106 769 habitants lors du recensement de 2010, estimée à 118 935 habitants en 2019. Son climat est continental et des températures de −15 °C à −25 °C n'y sont pas rares l'hiver. Pour cette raison, une partie de la ville dispose d'un réseau souterrain pour piétons permettant de se déplacer sans s'exposer aux intempéries.

## Activité de la ville
La ville est principalement connue pour sa Mayo Clinic, de réputation mondiale.
Elle se caractérise aussi, au centre-ville, par son vaste système de tunnels urbains piétonniers qui permettent d'y circuler plus commodément en hiver (des températures de −25 °C y sont alors courantes, ainsi que des épaisseurs de neige de 20 cm).
C'est à Rochester que sont construits les moyens systèmes IBM à destination du continent américain. C'est là aussi qu'a été assemblé le superordinateur Blue Gene/L en 2003.

## Démographie
| Groupe                           | Rochester | Minnesota | États-Unis |
| -------------------------------- | --------- | --------- | ---------- |
| Blancs                           | 82,0      | 85,3      | 72,4       |
| Asiatiques                       | 6,8       | 4,0       | 4,8        |
| Afro-Américains                  | 6,3       | 5,2       | 12,6       |
| Autres                           | 2,0       | 2,0       | 6,4        |
| Métis                            | 2,6       | 2,4       | 2,9        |
| Amérindiens                      | 0,3       | 1,1       | 0,9        |
| Total                            | 100       | 100       | 100        |
|                                  |           |           |            |
| Hispaniques et Latino-Américains | 5,2       | 4,7       | 16,7       |

Selon l'American Community Survey, pour la période 2011-2015, 83,49 % de la population âgée de plus de 5 ans déclare parler anglais à la maison, alors que 4,04 % déclare parler une langue l'espagnol, 3,47 % une langue africaine, 1,20 % l'arabe, 1,10 % une langue chinoise, 1,08 % le vietnamien, 0,56 % le serbo-croate et 5,06 % une autre langue.